# Alstroemeria cabralensis
Alstroemeria cabralensis este o specie de plante monocotiledonate din genul Alstroemeria, familia Alstroemeriaceae, descrisă de Pierfelice Ravenna. Conform Catalogue of Life specia Alstroemeria cabralensis nu are subspecii cunoscute.